# Ryan Hedges
 (février 2018).
Ryan Peter Hedges, né le 8 juillet 1995 à Northampton (Angleterre), est un footballeur international gallois qui évolue au poste de milieu de terrain avec les Blackburn Rovers.

## Biographie

### En club
Le 31 janvier 2017, il rejoint le club de Barnsley.
Le 4 juin 2019, il rejoint Aberdeen.

### En équipe nationale
Le 14 novembre 2017, Ryan Hedges honore sa première sélection avec l'équipe nationale galloise lors d'un match amical face au Panama (1-1).

## Palmarès

### En club
- Barnsley
  - Vice-champion d'Angleterre de D3 en 2019.